# خمسی اروپایی
خمسی اروپایی (نام علمی: Sprattus sprattus) نام یک گونه از تیره شگ‌ماهیان است.

## نگارخانه

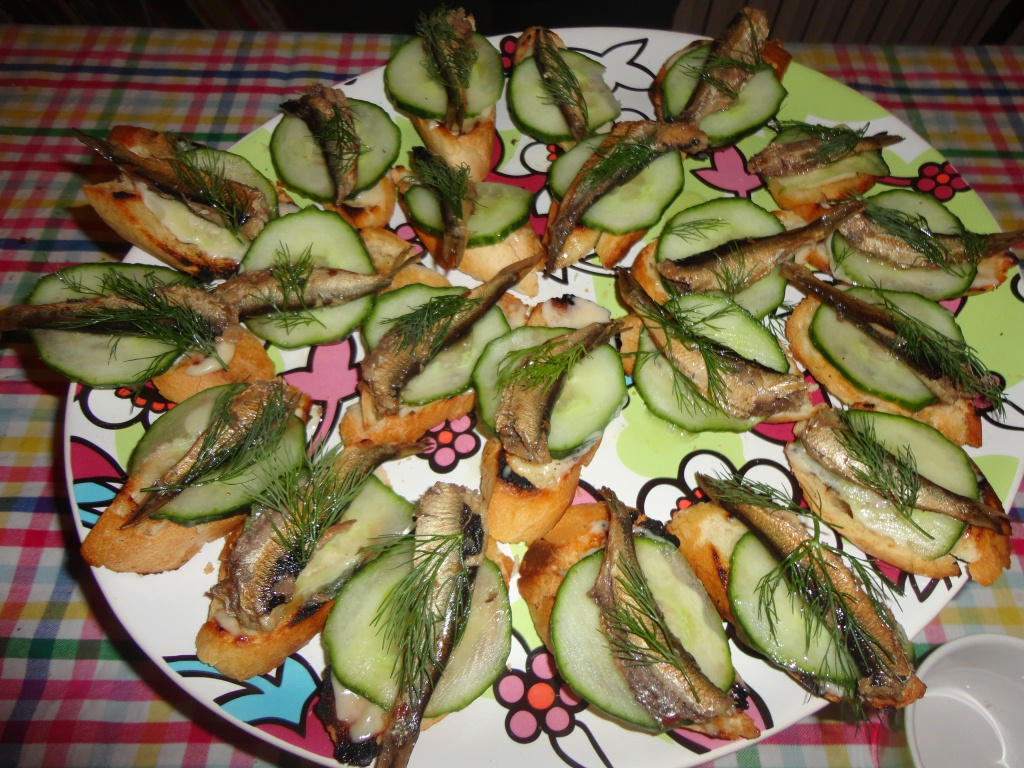